# Síndrome da bunda morta

Os músculos glúteos (gluteus maximus)

Síndrome da bunda morta ou síndrome da bunda mole, também chamada de amnésia glútea ou amnésia dos glúteos, é o enfraquecimento e dormência do músculo glúteo máximo, antigamente chamado de músculo glúteo, causados por uma postura sentada prolongada.
Essa síndrome, associada a um estilo de vida sedentário, não deve ser confundida com a síndrome do glúteo profundo (SGP) ou síndrome do músculo piriforme, que é uma compressão do nervo ciático.

## Descrição

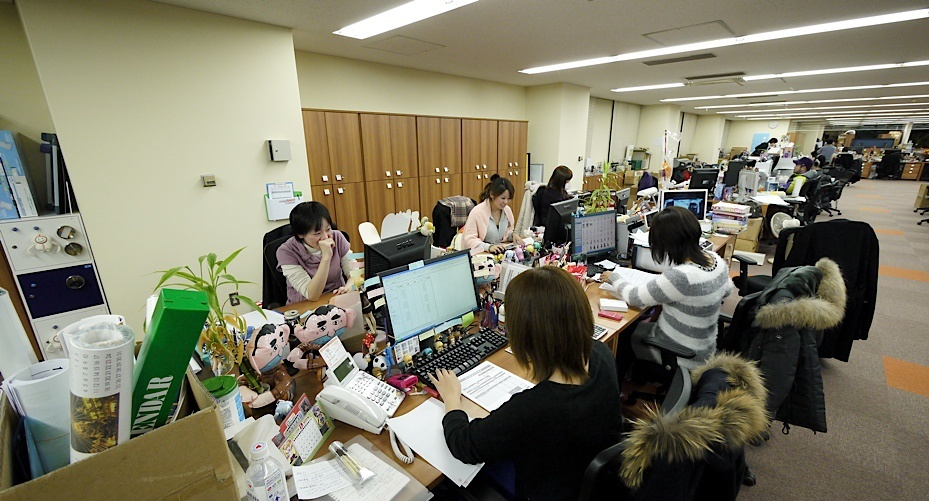
Uma postura sentada prolongada pode levar à amnésia glútea

A síndrome da bunda morta geralmente ocorre devido ao tempo excessivo na posição sentada, especialmente em trabalhadores de escritório que passam grande parte do dia sentados. Essa síndrome, também chamada de "amnésia glútea", afeta o músculo glúteo máximo (gluteus maximus), essencial para manter-se em pé ou caminhar.
Esses músculos (um em cada nádega) são os grupos musculares mais potentes do corpo, mas podem ficar rígidos se não forem suficientemente ativados, "esquecendo" como se contrair — daí o uso do termo "amnésia". Dores podem surgir após longos períodos sentados, levando a desconfortos nas costas que podem ser confundidos com ciática. Isso ocorre porque, para compensar a fraqueza dos glúteos, outros músculos, como os das costas e os isquiotibiais, são sobrecarregados.

## Prevenção
A melhor forma de evitar essa síndrome é não permanecer sentado por longos períodos. Quando isso não for possível (especialmente por razões profissionais), alguns exercícios físicos simples podem ajudar a recuperar o tônus muscular dos glúteos.